# Pobijna
Pobijna (ukr. Побійна, hist. pol. Pobujna) – wieś na Ukrainie, w obwodzie czerkaskim, w rejonie humańskim, w hromadzie Baszteczky. W 2001 liczyła 556 mieszkańców.